# Chlamys rubida
Chlamys rubida is een tweekleppigensoort uit de familie van de Pectinidae. De wetenschappelijke naam van de soort is voor het eerst geldig gepubliceerd in 1845 door Hinds.